# Capensibufo tradouwi
Capensibufo tradouwi (tên tiếng Anh là Tradouw's Mountain Toad) là một loài cóc thuộc họ Bufonidae.
Đây là loài đặc hữu của Nam Phi.
Môi trường sống tự nhiên của chúng là thảm cây bụi kiểu Địa Trung Hải, vùng đồng cỏ ôn đới, sông ngòi, sông có nước theo mùa, đầm nước, đầm nước ngọt, và đầm nước ngọt có nước theo mùa.
Chúng hiện đang bị đe dọa vì mất nơi sống.